# 신비평
신비평(新批評) 혹은 도덕적 형식주의는 기존의 문예 비평과 대립하여 1950년대에서 1960년대에 프랑스에서 등장한 비평이다. 작품 생성의 사회적 배경이나 사상, 작가의 생애 따위를 배치한 채, 독립된 하나의 언어 세계로서 작품을 이해하고 그 구조 및 수법과 형태를 밝히려는 문학의 연구 방법이다. 20세기 초에 일어난 러시아 형식주의를 주로 이르나, 미국의 신비평을 포함하기도 한다. 뒤에 구조주의와 기호학 발전에 커다란 영향을 주었다.